# Konoe Taneie
Konoe Taneie (近衛 稙家) (1503 - 1566), fils de Konoe Hisamichi, est un noble de cour japonais (kugyō) de la fin de  l'époque de Muromachi (1336–1573). Il exerce la fonction de régent kampaku des empereurs Go-Kashiwabara et Go-Nara de 1525 à 1533 et de nouveau de 1536 à 1542. Konoe Sakihisa est son fils. Une de ses filles est consort du shogun Ashikaga Yoshiteru.